# Doumam
Doumam est une commune située dans le département de Gorom-Gorom, dans la province d'Oudalan, région du Sahel, au Burkina Faso.

## Économie
L'économie de DOUMAM repose sur l'agriculture et l'élevage